# Фернандо Мартін
Фернандо Мартін Еспіна (25 квітня 1962 — 3 грудня 1989) — іспанський професійний баскетболіст. Його зріст був 206 сантиметрів, грав переважно на позиції центрового або важкого форварду.
Після загибелі, Реал Мадрид посмертно закріпив за ним 10 номер. У 1991 році Фернандо Мартіна включили до 50 найвизначніших баскетболістів за версією Міжнародної федерації баскетболу. У 2007 році Фернандо був включений до Баскетбольної зали слави імені Нейсміта.

## Кар'єра

### Професійна кар'єра
У 1986 році Мартін став першим іспанським, а також другим європейським баскетболістом, який зіграв в НБА. У Портленд Трейл Блейзерс Фернандо Мартін провів 24 гри, але потім отримав травму і вибув на 2 місяці. У кінці сезону 1986—1987 він повернувся назад до Реал Мадриду.

### Кар'єра у національній збірній
Фернандо Мартін також виступав за збірну Іспанії з баскетболу. У її складі він виграв срібну медаль на Літніх Олімпійських іграх 1984, а також брав участь у трьох Чемпіонатах Європи з баскетболу, де у 1983 році він виграв срібну медаль.

## Загибель
Фернандо Мартін Еспіна загинув в автокатастрофі на автомагістралі M-30 в Мадриді, після того, як врізався в інший автомобіль. Його смерть спричинила величезний шок в іспанському баскетболі.

## Особисте життя
Син Мартіна, Ян Мартін, також став баскетболістом, і в період з 2006 по 2008 роки виступав за Реал Мадрид. Племінник Фернандо, Домінік Мартін, виступав за баскетбольну команду Єльського університету. Брат Фернандо Мартіна, Антоніо Мартін Еспіна, також був професійним баскетболістом.